# Alan McManus
Alan McManus, född 21 januari 1971, är en skotsk snookerspelare. Han vann sin största seger 1994, då han vann Masters efter att ha slagit sin landsman Stephen Hendry i finalen. Detta var Hendrys första förlust i Masters sedan 1988.
McManus har tillhört världseliten länge, men han har aldrig tagit det sista klivet till att bli en av de absoluta toppspelarna. Han var rankad bland topp 16 från 1990 ända till 2006, men nådde aldrig högre på rankingen än plats 6. Han tillhör samma generation som Stephen Hendry men har alltid stått i skuggan av denne. 
McManus har vunnit två rankingtitlar, båda i Asien: Dubai Duty Free Classic 1994 och Thailand Open 1996.

## Titlar

### Rankingtitlar
- Dubai Duty Free Classic - 1994
- Thailand Open - 1996

### Andra titlar
- Masters - 1994
- Benson & Hedges Championship - 1991
- World Cup med Skottland - 1996
- Nations Cup med Skottland - 2001